# 默德山
46°54′27″N 9°12′48″E / 46.90741°N 9.21322°E

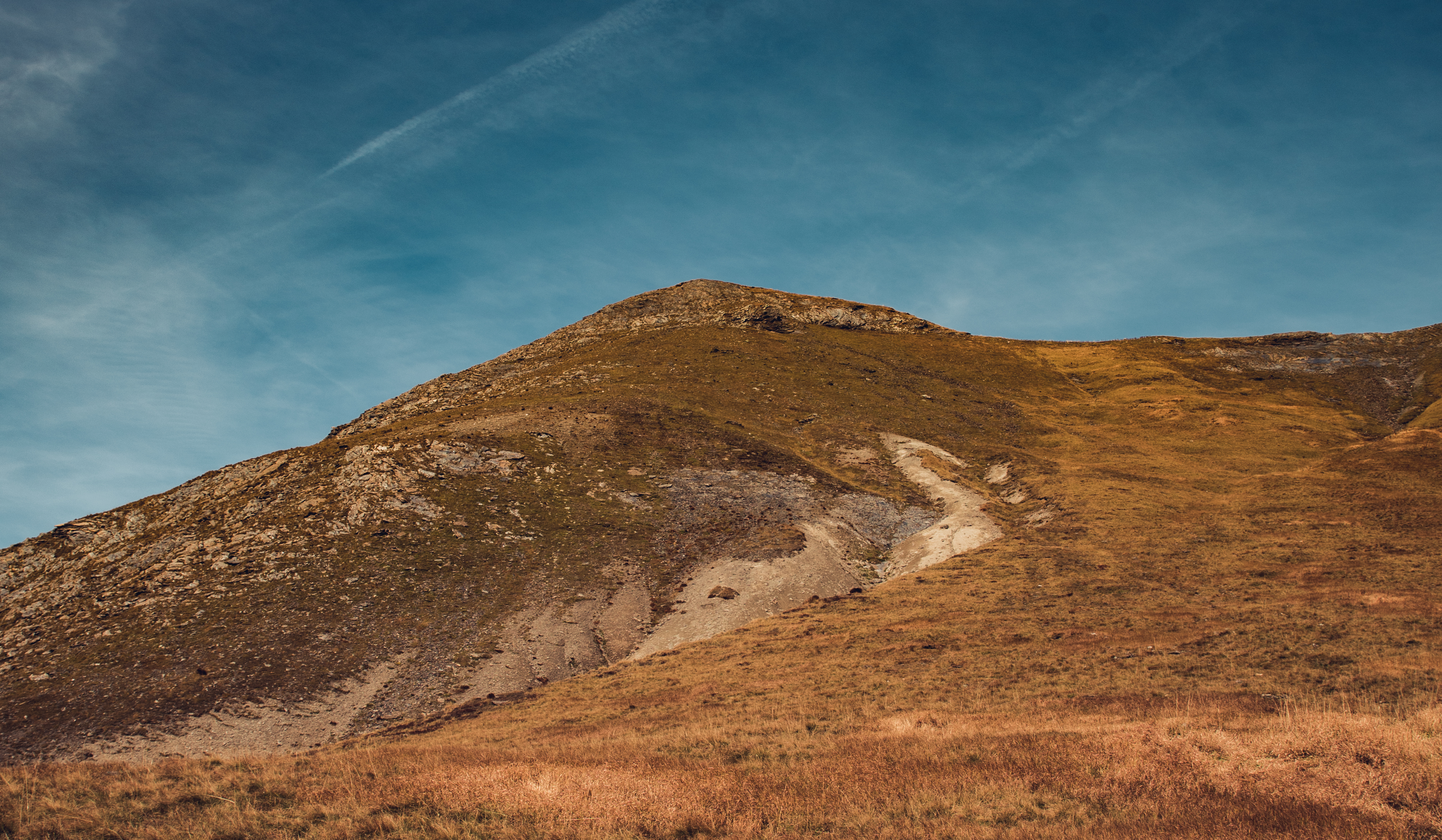

默德山（Mörderhorn），是瑞士的山峰，位於該國東部，由格拉魯斯州負責管轄，屬於格拉魯斯山的一部分，海拔高度2,395米，每年平均降雨量1,929毫米。